# Herman Grimm
Herman Friedrich Grimm (Kassel, 6 gennaio 1828 – Berlino, 16 giugno 1901) è stato uno scrittore e storico dell'arte tedesco.

## Biografia
Il padre, Wilhelm Grimm, e suo zio Jacob Grimm, entrambi cultori di germanistica, erano gli autori delle celebri fiabe popolari che li fecero passare alla storia come i fratelli Grimm. La madre si chiamava Henrietta Dorothea Wild. 
Al ginnasio Herman Grimm fu allievo di Leopold von Ranke. Nel 1841 fu a Berlino dove entrò a far parte del circolo di Bettina e Achim von Arnim. Tra Berlino e Bonn svolse gli studi universitari in legge e filologia. Nel 1857 si recò in visita a Roma dove fu attirato nel cenacolo artistico di Peter von Cornelius. Nel 1859 sposò Gisela von Arnim (1827-1889), figlia dei coniugi von Arnim.
Nel 1872 venne nominato professore di Storia dell'Arte Contemporanea presso la Friedrich-Wilhelms-Universität di Berlino. Fu anche co-fondatore della Società Goethe, e curatore dell'edizione di Weimar delle opere di Goethe. Nel 1884 gli venne assegnato il titolo di Geheimer Regierungsrat (Consigliere Segreto). Fu eletto nel 1896 alla American Academy of Arts and Sciences.

## Produzione letteraria
Studioso estremamente versatile e ispirato, guidato dalla convinzione romantica della sovranità del genio, fu autore di biografie, soprattutto su Michelangelo (1860-1863), Raffaello (1872) e Goethe (1859), rilevanti per le connotazioni psicologiche e i ritratti grandiosi delle personalità. Mentre però la vita di Michelangelo gli appariva plasmata nitidamente e compiutamente, quella di Raffaello gli si presentò sempre in maniera sfuggente, e fu da lui ricostruita tramite la traduzione del libro di Giorgio Vasari, o l'impatto che la pittura raffaellita avrebbe avuto sulle epoche successive.
Grimm fece anche pubblicazioni sulla rivista Über Künstler und Kunstwerke (Artisti e opere d'arte, 1865-1867) da lui stesso fondata. Nei suoi numerosi Essays (ovvero Saggi, del 1859, 1865, 1871, 1879, 1890) svolse una forma di critica d'arte di matrice fortemente antipositivistica.
Fu uno dei seguaci più entusiasti dell'opera di Ralph Waldo Emerson, di cui si appropriò dello stile americano e della mentalità filosofica, come nel suo romanzo Unüberwindliche Mächte (Potenze invincibili, 1867). La sua critica biografica di Goethe (1877) fu di fondamentale importanza per l'incentivo che suscitò ad approfondire lo studio del poeta tedesco. Scrisse anche due volumi su Omero (1890-1895) e Beiträge zur deutschen Kulturgeschichte (Contributi alla storia culturale tedesca, 1897).

## Opere
- Novellen, Berlino, 1856
- Die Cartons von Peter von Cornelius in den Sälen der Königl. Akademie der Künste zu Berlin, Berlino, Hertz, 1859
- Goethe in Italien. Vorlesung, gehalten zum Besten des Goethedenkmals in Berlin, Hertz, Berlino, 1859.
- Die Akademie der Künste und das Verhältniß der Künstler zum Staate, Berlino, Hertz, 1859
- Leben Michelangelos, 2 volumi, Hannover, Carl Rümpler, 1860-1863
- Die Venus von Milo. Rafael und MichelAngelo. Zwei Essays von Herman Grimm, Boston, 1864
- Neue Essays über Kunst und Literatur, Berlino, Dümmler, 1865
- Über Künstler und Kunstwerke, 2 volumi, Berlino, F. Dümmler's Verlagsbuchhandlung, 1865-1867
- Albrecht Dürer, Berlino, C. G. Lüderitz, 1866
- Unüberwindliche Mächte, romanzo, Berlino, Hertz, 1867
- Die Holbein'sche Madonna, Annuari Prussiani n. 28, 1871
- Das Leben Raphaels von Urbino: italienischer Text von Vasari übersetzt und Commentar, Berlino, F. Dümmler, 1872
- Goethe. Vorlesungen, lezioni tenute a Berlino nel 1877 (pubblicate in 2 voll. a Stoccarda, Cotta, 1923)
- Briefwechsel zwischen Jacob und Wilhelm Grimm aus der Jugendzeit, Weimar, Böhlau, 1881
- Zehn Ausgewählte Essays zur Einführung in das Studium der neueren Kunst, Berlino, F. Dümmler, 1883
- Homers Ilias, 2 volumi, Berlino, Hertz, 1890-95
- Beiträge zur deutschen Culturgeschichte, 1897
- Fragmente, 1900